# Monumento aos Heróis do Povo

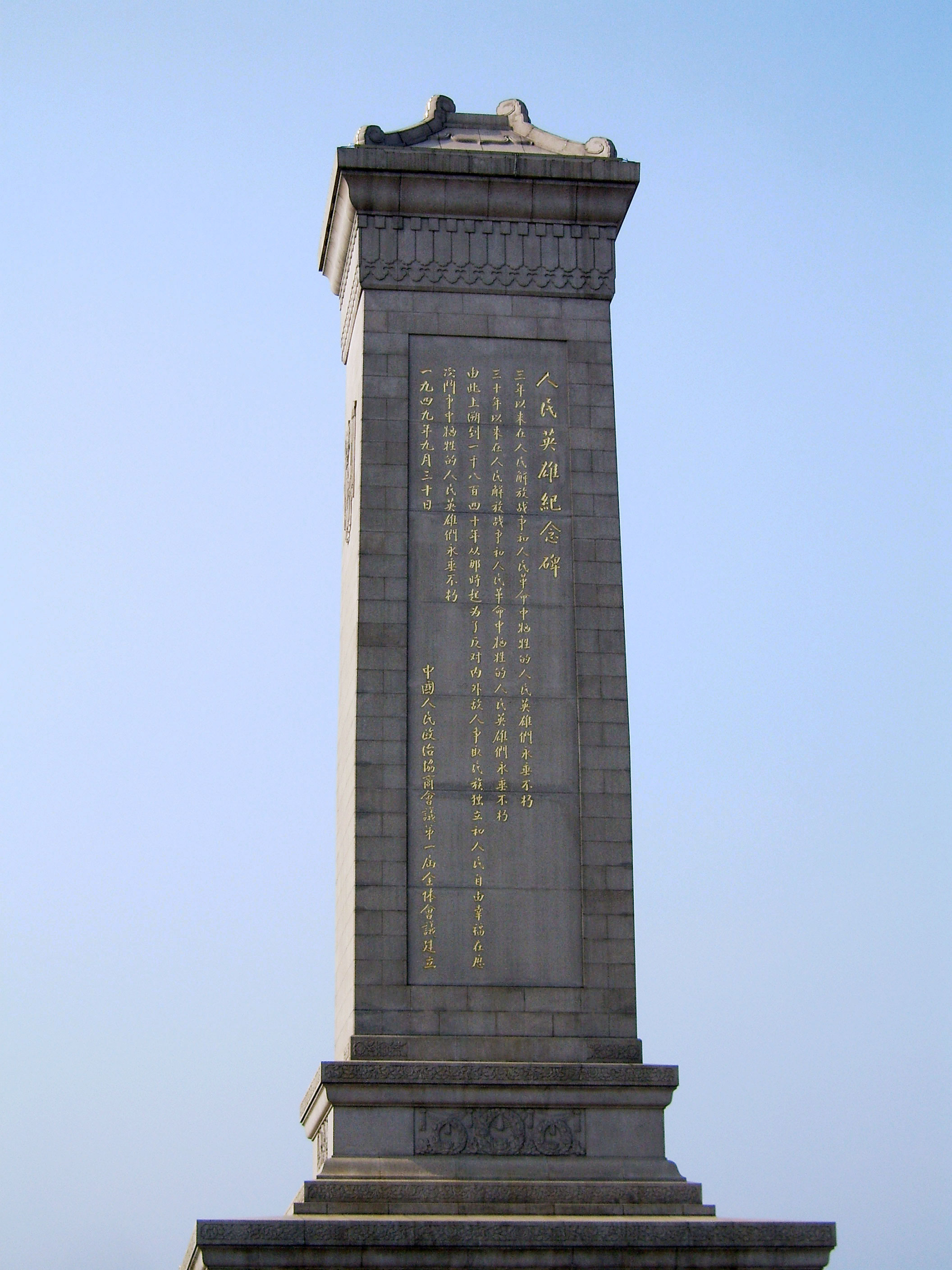
Epitáfio em ouro

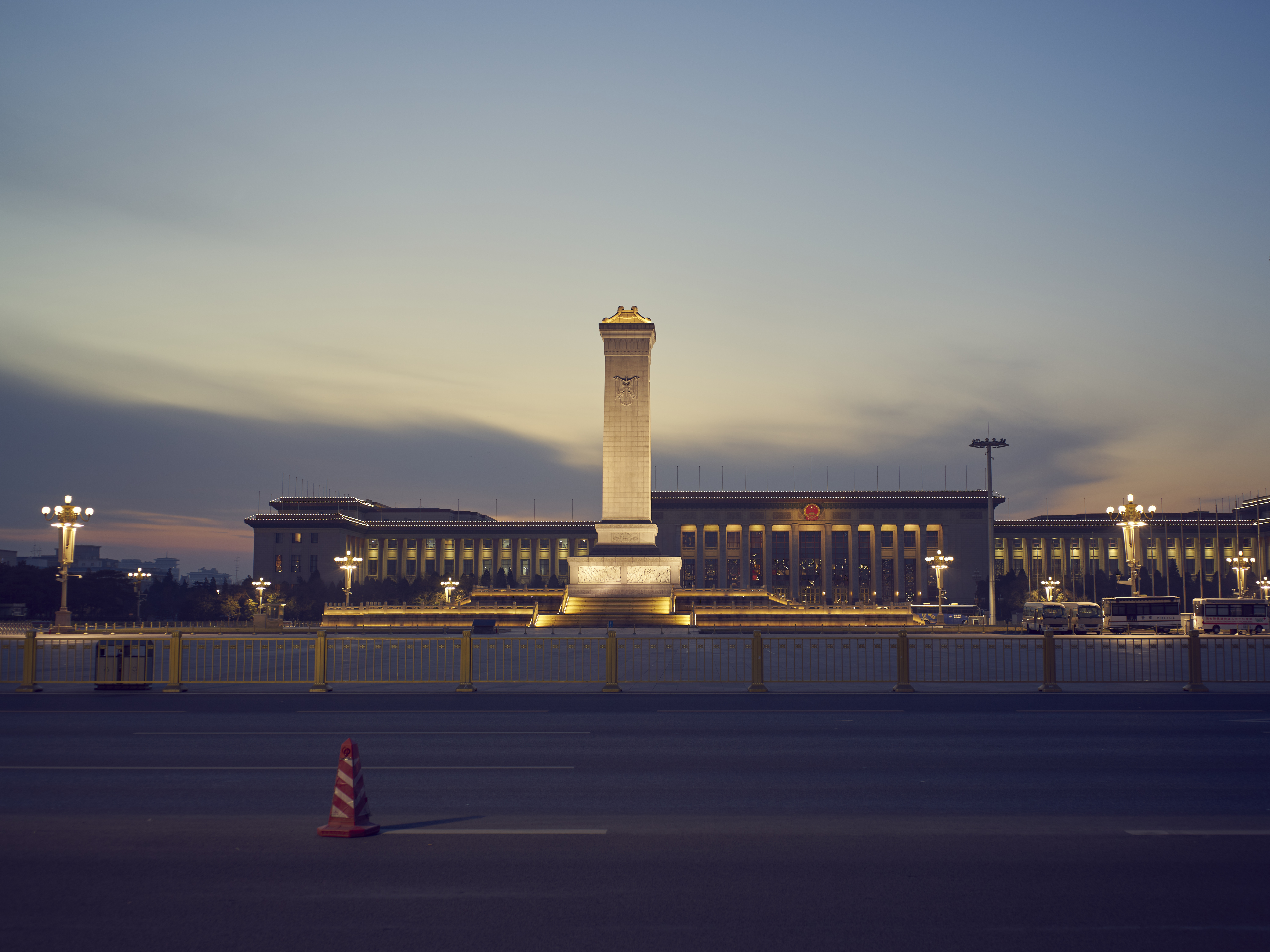
O Monumento, em frente ao Grande Salão do Povo, 2016

O Monumento aos Heróis do Povo (chinês: 人民英雄纪念碑; pinyin: Rénmín Yīngxióng Jìniànbēi) é um obelisco de dez andares que foi erguido como monumento nacional da China aos mártires da luta revolucionária durante os séculos 19 e 20. Ele está localizado na parte sul da Praça Tiananmen, em Pequim, em frente ao Mausoléu de Mao Tsé-Tung. O monumento do obelisco foi construído de acordo com uma resolução da Primeira Sessão Plenária da Conferência Consultiva Política do Povo Chinês, adotada em 30 de novembro de 1949, com a construção durando de agosto de 1952 a maio de 1958. O arquiteto do monumento foi Liang Sicheng, com alguns elementos projetados por sua esposa, Lin Huiyin. O engenheiro civil, Chen Zhide (陈志德) também foi fundamental na realização do produto final.
O monumento também serviu como centro de atividades de luto em grande escala que mais tarde se transformaram em protestos e distúrbios, como as mortes do primeiro-ministro Zhou Enlai (que se desenvolveu no Incidente de Tiananmen de 1976) e Hu Yaobang (que mais tarde se desenvolveu nos protestos e massacre da Praça da Paz Celestial de 1989, que foi reivindicado como um movimento antigoverno pelo Partido Comunista Chinês na época).

## Descrição
O monumento de 37,94 metros de altura cobre uma área de 3 000 m2. Pesa mais de 10 000 t (9 800 toneladas longas; 11 000 toneladas curtas) e contém cerca de 17 000 peças de mármore e granito de Qingdao, província de Shandong, bem como do distrito vizinho de Fangshan.
No pedestal da tábua há enormes baixos-relevos representando oito grandes episódios revolucionários, que podem ser lidos em ordem cronológica no sentido horário a partir do leste:
1. Destruição do ópio em Humen (1839), no período que antecedeu a Primeira Guerra do Ópio
2. Revolta Jintian, o catalisador da Revolução Taiping (1851)
3. Revolta de Wuchang, o catalisador da Revolução Xinhai (1911)
4. Movimento 4 de Maio (1919)
5. Movimento 30 de Maio (1925)
6. Revolta de Nanchang (1927)
7. Guerra de Resistência contra o Japão (1931-1945)
8. Campanha de Travessia do Rio Yangtze da Guerra Civil Chinesa (1949)

Na frente do monumento há uma inscrição na caligrafia de Mao Tsé-Tung, que diz: "Glória eterna aos heróis do povo!" (Chinês: 人民英雄永垂不朽; pinyin: Rénmín yīngxióng yǒngchuí bùxiǔ).

Na parte de trás do monumento está um epitáfio escrito por Zhou Enlai:
Glória Imortal aos Heróis do Povo que deram suas vidas na Guerra Popular de Libertação e na Revolução Popular nos últimos três anos!
Glória Imortal aos Heróis do Povo que deram suas vidas na Guerra Popular de Libertação e na Revolução Popular nos últimos trinta anos!

Glória Imortal aos Heróis do Povo que, desde o ano de 1840, deram suas vidas nas muitas lutas para resistir ao inimigo, interno e externo, para lutar pela independência da nação e pela liberdade do povo!
O enquadramento temporal desde a década de 1840 pretendia abranger a história moderna da China a partir das Guerras do Ópio, enquadrando assim o período das décadas de 1840 a 1940 como um século anti-imperialista e revolucionário.